# Юкая (град, Орегон)
Юкая (на английски: Ukiah) е град в окръг Юматила, щата Орегон, САЩ. Юкая е с население от 255 жители (2000) и обща площ от 0,5 km². Намира се на 1036,3 m надморска височина. ЗИП кодът му е 97880, а телефонният му код е 541.